# Institute of Radio Engineers
L'Institute of Radio Engineers (en abrégé IRE) est une organisation professionnelle créée en 1912 à New York. Elle s'est dissoute le 31 décembre 1962 pour former l'Institute of Electrical and Electronics Engineers (IEEE) par fusion avec l'American Institute of Electrical Engineers (AIEE),.

## Histoire

### L'IRE

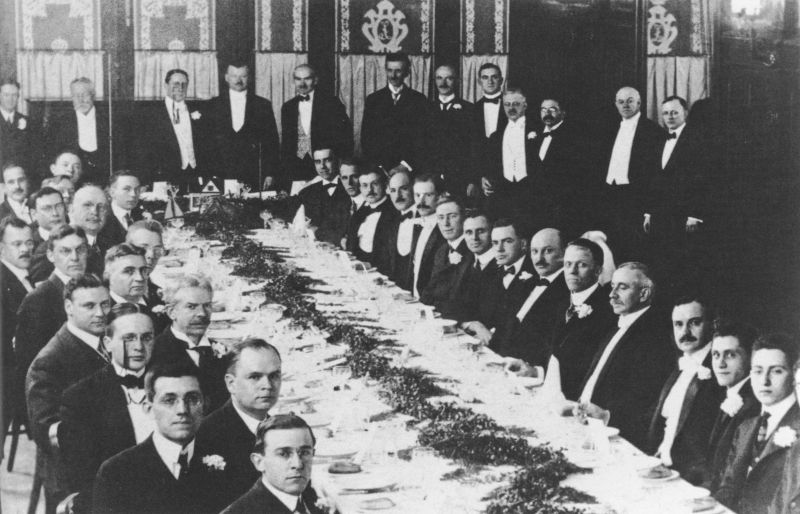
Second banquet meeting of the Institute of Radio Engineers, 1915. Nikola Tesla est debout au fond, septième en partant de la droite.

Après plusieurs tentatives de création d'une organisation technique de praticiens de la transmission sans fil entre 1908 et 1912, l'Institute of Radio Engineers est fondé en 1912. Parmi ses organisations fondatrices figurent la Society of Wireless Telegraph Engineers et le Wireless Institute. À cette époque l'organisation dominante d'ingénieurs électriciens est l'American Institute of Electrical Engineers (AIEE). Nombre des membres fondateurs de l'IRE considéraient l'AIEE comme trop conservatrice et trop centrée sur l'énergie électrique. De plus, les fondateurs de l'IRE cherchaient à établir une organisation internationale (contrairement à l'AIEE, purement américaine) et adoptent une règle consistant à élire certains de ses dirigeants hors des États-Unis.
Au cours de la première moitié du XXe siècle, les communications radio ont connu un fort développement et la communauté professionnelle croissante des développeurs et des opérateurs de systèmes radio nécessitait es mesures de normalisation et la diffusion des nouveaux résultats auprès des praticiens et des chercheurs. Pour répondre à ces besoins l'IRE crée des revues professionnelles, notamment les Proceedings of the IRE en 1913, éditées pendant 41 ans par Alfred Goldsmith (en). L'institut a organisé des groupes régionaux et professionnels (à partir de 1914 et 1948, respectivement) pour la coopération et les échanges entre ses membres. L'IRE a joué un rôle majeur dans la planification de la Federal Radio Commission (en) créée en 1927, devenue la Federal Communications Commission, et a travaillé en étroite collaboration avec la National Electrical Manufacturers Association, la Radio Manufacturers Association, la Radio and Television Manufacturers Association et le National Television System Committee sur l'établissement de normes. L'IRE a également lancé en 1914 un programme de reconnaissance professionnelle par le biais du grade de Fellow. Le premier d'entre eux a été Jonathan Zenneck, un pionnier de la télégraphie sans fil.
Le premier président de l'IRE est Robert H. Marriott, ingénieur en chef de la Wireless Company of America. Parmi les autres présidents notables de l'IRE, on peut citer Arthur Edwin Kennelly (1916), Irving Langmuir (1923), Lee De Forest (1930), Louis Hazeltine (en) (1936), Frederick Terman (1941), William Hewlett (1954), Ernst Weber (1959 ; également premier président de l'IEEE, 1963) et Patrick E. Haggerty (1962).

### La fusion avec l'IAEE
Jusqu'au début des années 1940 l'IRE est une organisation d'ingénierie relativement modeste, mais l'importance croissante des télécommunications et l'émergence de la discipline de l'électronique dans les années 1940 ont accru son attrait auprès des praticiens. Les étudiants en génie électrique et les jeunes ingénieurs électriciens préféraient l'IRE à l'AIEE. En 1957 l'IRE (avec 57 000 membres) est l'organisation la plus importante. Les négociations en vue de la fusion des deux organisations commencent cette année-là et se poursuivirent jusqu'à la création d'une nouvelle organisation commune, l'Institute of Electrical and Electronics Engineers (IEEE) en 1963. Plusieurs nouvelles organisations professionnelles (comme la Society of Broadcast Engineers (en)) sont fondées peu après par des membres de l'IRE et de l'AIEE opposés à la fusion.

## Organisation
L'IRE décernait annuellement l'IRE Medal of Honor, devenue l'IEEE Medal of Honor.